# تقييم وظيفي
يُعتبر التقييم الوظيفي بمثابة عملية متواصلة من تجميع المعلومات، هدفها فهم السبب وراء المشكلة أو السلوك المستهدف. تتمثّل وظيفة التقييم في إثبات ودعم فعالية التدخلات أو العلاجات المُستخدمة للمساعدة في التخلّص من سلوك المُشكِل. علّمتنا التقييمات الوظيفية أنّ هناك أنماط معقّدة للسلوكيات البشرية التي قد تبدو وكأنها عقيمة. ينبغي ألّا ننتبه إلى العواقب المترتّبة على هذه السلوكيات وحسب، بل يجب الانتباه إلى السوابق التي استدعت القيام بمثل هذه السلوكيات. لا بد من العمل أكثر في مجال التقييم الوظيفي في المستقبل، بما في ذلك موازنة الدقّة والكفاءة، وتناول المتغيّرات المعنية بدقّة أكبر، والانتقال بسلاسة أكبر من التقييم إلى التدخّل.

## التعريف
يُعتبر التقييم الوظيفي بمثابة طريقة طوّرها تحليل السلوك التطبيقي، هدفها تحديد المتغيرات التي تدفع السلوكيات السلبية إلى الاستمرار. يُعتبر السلوك قانونيًا سواء كان مرغوبًا أو غير مرغوب، إذ تتحكّم المتغيّرات البيئية في هذه السلوكيات. يُنظر إلى السلوك على أنه أحد توابع السوابق والعواقب المكوّنة لترتيب ثلاثي الحدود. يُعتبر التقييم الوظيفي بمثابة عملية تجميع معلومات مرتبطة بالمثيرات السابقة والعواقب التي تخدم سلوك المُشكِل. يحاول التقييم الوظيفي إيجاد تفسير لسبب حدوث سلوك المُشكِل. قد تتضمّن المعلومات المتعلّقة بالمنبهات السابقة كلًّا من الزمان والمكان، وتواجد الآخرين، والتواتر. تساعد هذه المعلومات المجموعة في تحديد السوابق أو العواقب التي تحافظ على استمرارية السلوك. قد تساعد المعلومات المجموعة التقييم الوظيفي في تطوير علاجات مناسبة للسلوك المستهدف. يمكن للمثير المعزّز للسلوك الأصلي الانتقال بهدف تعزيز سلوك أنسب.

## وظائف سلوك المُشكِل
يتمثّل الهدف من إجراء التقييم الوظيفي في تحديد وظيفة السلوك المستهدف. يوجد أربع فئات رئيسية لوظائف سلوك المُشكِل.

### التعزيز الإيجابي الاجتماعي
يتجسّد التعزيز الإيجابي الاجتماعي في تقديم شخص آخر تعزيزًا إيجابيًا بعد حدوث سلوك المُشكِل. يشمل الأمر كلًّا من إيلاء الاهتمام، والأنشطة الترفيهية أو المنافع والخدمات التي يقدّمها الشخص. ومن الأمثلة على التعزيز الإيجابي الاجتماعي، تخلّي والدة ماكس (اجتماعي) عمّا تفعله وتوجيه اهتمامها (التعزيز الإيجابي) نحو ابنها الذي يضرب رأسه بالحائط (سلوك مُشكِل).

### التعزيز السلبي الاجتماعي
يتجسّد التعزيز السلبي الاجتماعي في تقديم شخص آخر تعزيزًا سلبيًا بعد حدوث سلوك المُشكِل. يمكن للشخص إنهاء المثيرات المنفّرة (سواء كانت تفاعلًا أو مهمةً أو نشاطًا)، إذ غالبًا ما يُحافظ على استمرارية السلوك. ومن الأمثلة على التعزيز السلبي الاجتماعي، يشكو ماكس (سلوك المُشكِل) لوالديه (اجتماعي) عندما يُطلب منه القيام بالأعمال المنزلية، ولذلك يسمح له والديه بالتهرّب من المهمة (تعزيز سلبي).

### التعزيز الإيجابي الآلي
يتجسّد التعزيز الإيجابي الآلي في حدوث التعزيز الإيجابي بصورة آلية دون توسّط أي شخص آخر. يتوطّد السلوك نتيجةً للتعزيز الآلي. ومن الأمثلة على التعزيز الإيجابي الآلي، يلوّح طفل مصاب بالتوحّد بيديه أمام وجهه (سلوك مُشكِل) بسبب تعزيز التحفيز الحسّي (التعزيز الإيجابي الآلي) للطفل.

### التعزيز السلبي الآلي
يتجسّد التعزيز السلبي الآلي في تقليل التعزيز السلبي أو إزالته لأحد المثيرات المنفّرة بصورة آلية نتيجةً لتعزيز السلوك. ومن الأمثلة الشائعة على التعزيز السلبي الآلي هو نهم الطعام. تبيّن أن نهم الطعام (سلوك المُشكِل) يقلّل مؤقّتًا من المشاعر المزعجة التي قد يتعرّض لها الشخص قبل إصابته باضطراب نهم الطعام (التعزيز السلبي الآلي).

## أساليب التقييم
هنالك العديد من الأساليب المختلفة المستخدمة في إجراء التقييم الوظيفي، إذ تنقسم هذه الأساليب إلى ثلاث فئات مختلفة.

### الأساليب غير المباشرة
توظّف أساليب التقييم الوظيفية غير المباشرة المقابلات أو الدراسات الاستقصائية السلوكية، وذلك بهدف جمع معلومات من الشخص الذي يختبر السلوك أو من الآخرين الذين يعرفون هذا الشخص جيدًا. تتجسّد الميزة الأساسية للأساليب غير المباشرة في سهولتها وقلّة تكاليفها وعدم استغراقها للكثير من الوقت، بينما تتجسّد العقبة الأساسية لهذه الأساليب في اعتماد الأشخاص المعنيين على ذكرياتهم؛ الأمر الذي قد يُفضي إلى فقدان بعض المعلومات أو عدم تذكّرها بدقّة.
تُعتبر الأساليب غير المباشرة أكثر أساليب التقييم الوظيفي شيوعًا بسبب سهولتها. يُشترط أن يكون التقييم واضحًا وموضوعيًا، وذلك كي تكون الإجابات أكثر دقّة دون الحاجة إلى تفسيرها. يتجسّد الهدف من أسلوب التقييم المباشر في توليد معلومات متعلّقة بالسلوك السابق، والعواقب التي يمكن أن تساعد في خلق فرضية حول المتغيّرات التي تحافظ على استمرارية السلوك.
يمكن للأساليب غير المباشرة أن تلعب دورًا في تطوير فرضية ترابط، لكنّها لا تستطيع المساعدة في تطوير علاقة تابعية.

### أساليب المراقبة المباشرة
تنطوي أساليب المراقبة المباشرة على مراقبة سلوك المُشكِل وتسجيله أثناء حدوثه. يتجسّد الهدف من الملاحظة المباشرة في تسجيل السوابق والعواقب المباشرة التي تعمل مع سلوك المُشكِل في البيئة الطبيعية. تتمثّل الميّزة الأساسية للملاحظة المباشرة في الاعتماد على السوابق والعواقب كما سُجّلت، بدلًا من الاعتماد على الذاكرة. ولذلك، غالبًا ما تتّسم المعلومات المُسجّلة بالدّقة. تتمثّل العقبة الأساسية للمراقبة المباشرة في تطلّبها لوقت كثير وجهد كبير لتنفيذها. تتشابه أساليب المراقبة المباشرة مع الأساليب غير المباشرة، إذ يمكن للأسلوبين إظهار الارتباط ولا يمكنهما إظهار العلاقة التابعية.
ينبغي على المراقب في أسلوب المراقبة المباشرة أن يتواجد ضمن البيئة الطبيعية أثناء الوقت المتوقّع لحدوث سلوك المُشكِل. ينبغي أن يكون المراقب متدرّبًا على تسجيل سلوك المُشكِل، إضافةً إلى سوابقه وعواقبه الوظيفية بشكل صحيح وموضوعي.
يُمكن للملاحظة المباشرة اتّباع نموذج المراقبة (أي. بي. سي.). تُصنّف التقييمات المباشرة وغير المباشرة جنبًا إلى جنب مع الأساليب غير المباشرة بصفتها تقييمًا وصفيًا، وذلك بسبب وصف السوابق والعواقب من خلال ذاكرة الأحداث. تساعد المعلومات المجموعة في تطوير فرضية، لكنّه لا يمكن إثبات وجود علاقة تابعية دون استخدام الطريقة التجريبية.